# Kungshatts tegelbruk

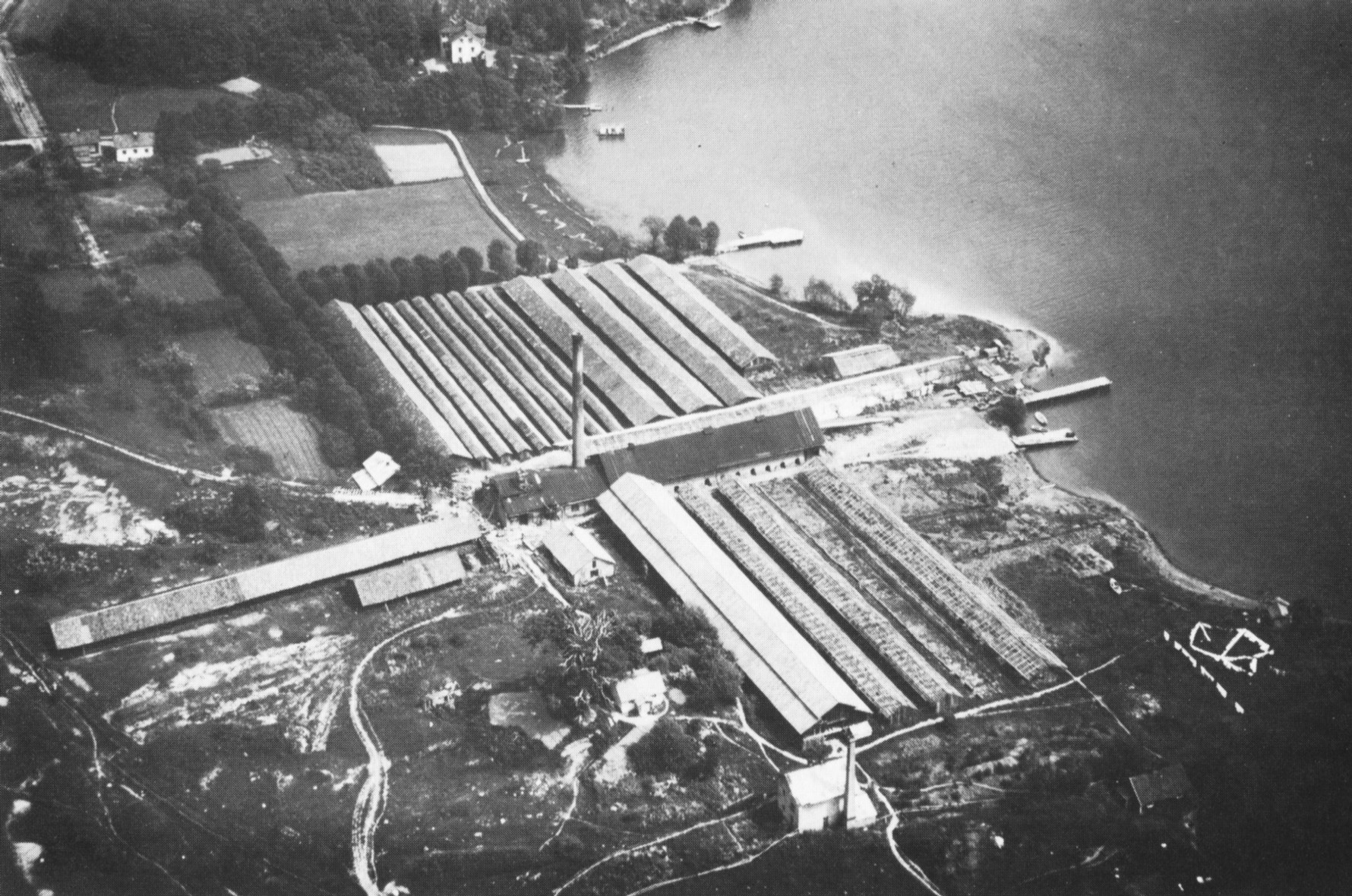
Kungshatts tegelbruk 1929.

Kungshatts tegelbruk var ett tegelbruk på ön Kungshatt i Ekerö kommun. Produktionen upphörde 1947. Kungshatt var ett av Stockholmstraktens största tegelbruk.

## Historik

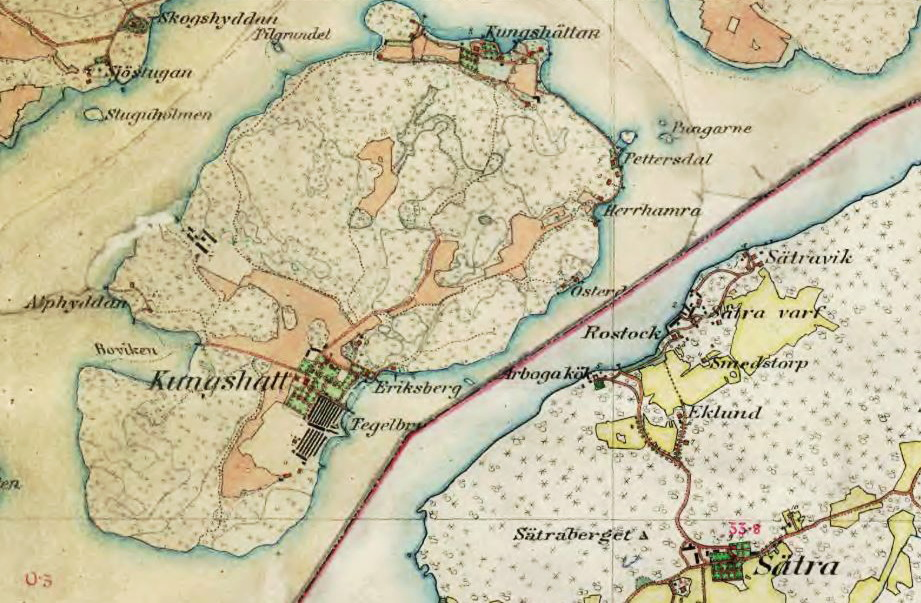
Kungshatt på Häradsekonomiska kartan.

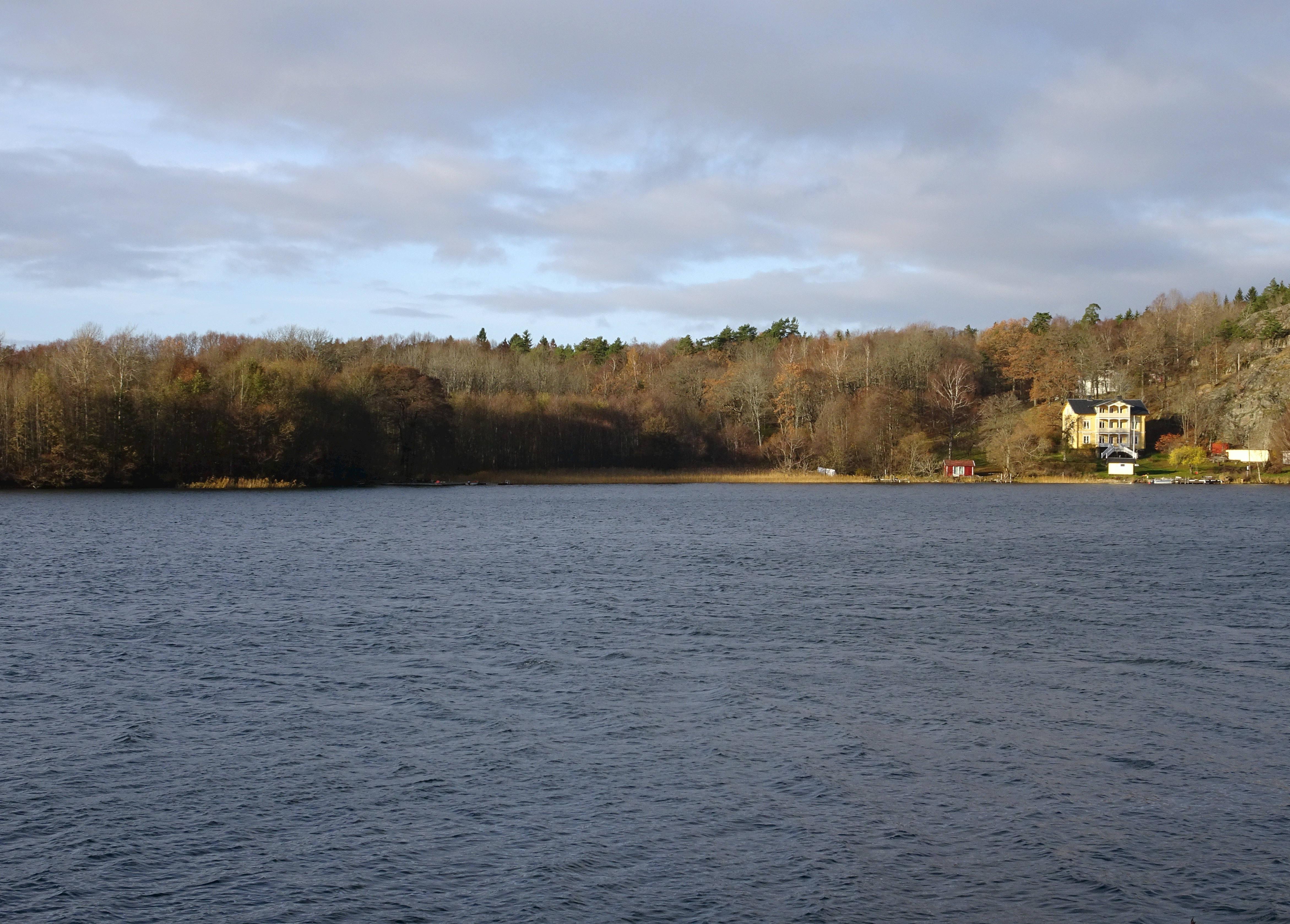
Området idag. "Eriksberg" till höger.

På Kungshatt fanns tre tegelbruk: Kungshatt, Kungsvik och Kungshättan. Bruket vid Kungshatt anlades före 1815 som gårdsbruk till Kungshatts gård och hade sin glansperiod i samband med Stockholms kraftiga tillväxt och byggexpansion under 1800-talets andra hälft. Anläggningen låg på en flack strandsluttning ner till Fiskarfjärden på sydöstra delen av ön. År 1900 hade bruket ett 60-tal anställda och en tillverkning av cirka 2 300 000 murtegel och klinker. Till skillnad från många andra tegelbruk vid Mälaren ingick Kungshatt inte i bolaget Mälardalens tegelbruk.
Det sista, moderna bruket uppfördes troligen år 1903, då Kungshatts Tegel & Transport AB grundades. Vid 1900-talets början tillverkades cirka fyra miljoner murtegel med en arbetsstyrka av omkring 100 man. Leran, råvaran till bränning av murtegel, togs om somrarna på öns inre delar och sanden kom från Ekeröns sandåsar. Själva bränningen skedde fram till jul och på våren transporterades teglen på pråmar till Stockholm. Pråmarna byggdes och reparerades på det närbelägna Sätra varv och transporterna utfördes bland annat av Stockholms Transport- och Bogseringsaktiebolag (T&B) pråmflotta. 
Anläggningen moderniserades 1929 med nya maskiner och en ringugn med 24 kammare. Kring slutet av 1940-talet tog leran slut och man planerade att lägga ner verksamheten 1948. Bruket eldhärjades dock den 17 september 1947 och eftersom man inte larmade närmaste brandkår brann bruket ner till grunden.

## Området idag
De byggnader som uppfördes för brukets behov existerar inte längre, dessa var huvudsakligen enkla panelade eller putsade arbetarbostäder från 1800-talets senare del. Av fabriksanläggningen återstår idag enbart brandrester och ruiner samt betongplintar. De gamla lertäkterna är numera vattenfyllda och präglar landskapet. Vid stranden kvarstår två villor, Eriksberg och Paulsro, som beboddes av brukets kamrer respektive av tegelmästare. Båda husen uppfördes omkring 1880 och har en tidstypisk arkitektur med omfattande lövsågerier och verandor i flera våningar.